# شهرستان فیت (اوهایو)
شهرستان فیت، اوهایو (به انگلیسی: Fayette County, Ohio) یک سکونتگاه مسکونی در ایالات متحده آمریکا است که در اوهایو واقع شده‌است.